# Битка при Дрепана
Битката при Дрепана (или Дрепанум, Drepanum) през 249 пр.н.е. е морска битка по време на Първата пуническа война между Римската република и Картаген пред брега на Дрепана (днес Трапани), Сицилия. Завършва с победа на картагенците над римляните, които загубват 93 кораба.
Командир на римляните е консул Публий Клавдий Пулхер, а на картагенците адмирал Адхербал.